# جيدي (فرنسا)
جيدي هي بلدية في إقليم لواريه في شمال وسط فرنسا.